# كيت براون (مؤرخة)
كيت براون (بالإنجليزية: Kate Brown)‏ هي مؤرخة أمريكية، ولدت في 1950.